# ماهیچه کامی‌زبانی
ماهیچه کامی‌زبانی (انگلیسی: Palatoglossus muscle) کار بالا کشاندن زبان، و تنگ کردن گلوگاه را برعهده دارد.
خاستگاه آن رویه زیرین نرم‌کام، پیوندگاه آن کناره زبان و عصب‌گیری‌اش از شبکه حلقی است.